# Mihai Ielenicz
Mihai Ielenicz (n. 9 aprilie 1941 la București - d. 20 aprilie 2017, în Iordania) a fost un renumit geograf și geomorfolog român. A fost profesor universitar și decan la Facultatea de Geologie-Geografie din cadrul Universității din București și președinte al Societății de Geografie. Activitatea sa științifică a inclus un spectru larg de preocupări din domeniul geografiei fizice și geomorfologiei (relieful României, geneza, evoluția și regionalizărea sa), materializate în peste 200 de articole științifice și peste 25 de volume de specialitate. A studiat Munții Buzăului, Dognecei, Măcin, Grohotiș, bazinele văilor Slănic de Buzău, Amaradia etc. A fost distins cu premiul „Gh. Murgoci” al Academiei Române și premiul „Grigore Cobălcescu” al Academiei Române.

## Studii și cariera didactică
S-a născut la 9 aprilie 1941 la București. A absolvit Facultatea de Geologie și Geografie a Universității din București în perioada 1959-1964. La aceeași instituție a parcurs toate treptele ierarhiei didactice: preparator (1964-1967), asistent (1967-1982), lector (1982-1990), conferențiar (1990-1993), profesor universitar (din 1993) la Facultatea de Geografie. În 1978 susține teza  de doctorat "Munții din bazinul Buzăului – studiu geomorfologic" sub îndrumarea prof. dr. doc. Grigore Posea, publicată sub titlul "Munții Buzău – Ciucaș, studiu de geomorfologie" (1984).
Profesorul Mihai Ielenicz a fost prodecan (1992-1996; 2004-2008) și decan (1996-2004) a  Facultății de Geografie, Universitatea din București și director adjunct al stațiunii geografice Orșova (între 1986-1990). A fost mentorul a numeroase generații de geografi, îndrumătorul unor geografi, cercetători științifici, cadre didactice preuniversitare și universitare.

## Funcții științifice
Profesorul Mihai Ielenicz a fost vicepreședinte al Comitetului Național de Geografie, membru în Biroul Societății Geografie din România, președintele Societății de Geografie din România, membru în Biroul Asociației Geomorfologilor din România și membru al Institutului Biografic American (din 1998).
A fost membru și președinte în diferite comisii ale Ministerului Educației și Cercetării: președinte al Comitetului Național de Programe pentru Învățământul preuniversitar, președinte al Olimpiadelor Naționale de Geografice, membru al Consiliului Național de Evaluare Academică - CNEEA; membru al Consiliului Național de Atestare a Titlurilor, Diplomelor și Certificatelor Universitare - CNATDCU. 
A fost redactor la revistele geografice Analele Universității din București, Terra , Studii și comunicări de geografie, Revue Roumaine de Géographie, Analele Universității „Spiru Haret”, Analele Universității „Valahia” din Târgoviște, Revista Geopolitica,  coeditor al Buletinului Societății de Geografie din România.

## Domenii de cercetare

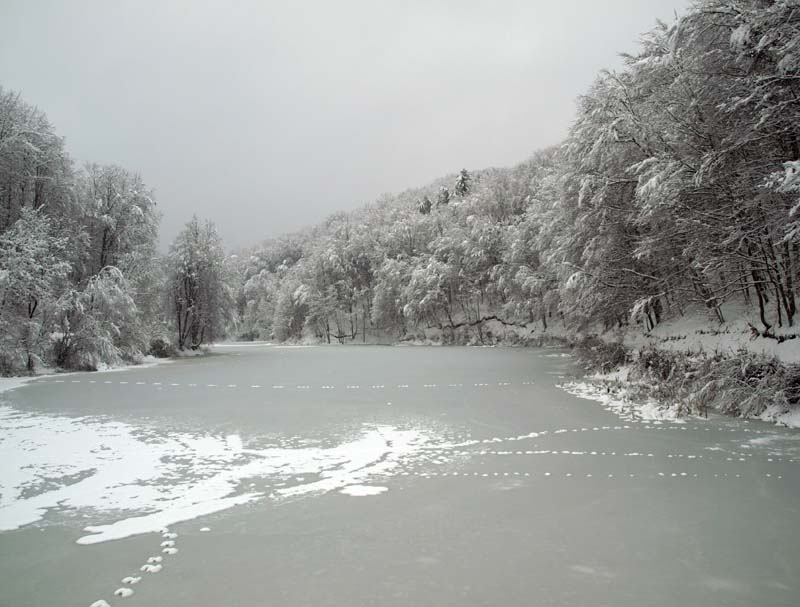
Munții Dognecei au fost studiați de Ielenicz

Profesorul Mihai Ielenicz a avut o contribuție importantă la organizarea și dezvoltarea geografiei românești. Activitatea sa științifică a inclus un spectru larg de preocupări din domeniul geografiei fizice, geografiei mediului și geografiei teoretice (mediu geografic, mediu antropic și antropizat, peisaj și tipuri de peisaj, regiune și zonă geografică, zonare, regionare și tipizare), , geomorfologiei (geomorfologie regională, climatică, glaciară și periglaciară, fluviatilă, litorală, relieful României, procese geomorfologice actuale, cartografiere geomorfologică, morfodinamica actuală, hărțile geomorfologice generale), geografiei turismului (analiza potențialului turistic al României, potențialul turistic și valorificarea lui la nivelul regional în masivele Buzău, Baiu, Penteleu și stațiunile climaterice Tușnad, Slănic); geografiei regionale (câmpiile României și Delta Dunării, dealurile și podișurile României, Subcarpații României, Munții Ciucaș, Munții Buzăului, Munții Banatului etc.), cartografierei geografice (legende detaliate pentru cartarea alunecărilor de teren, procesele morfodinamice). 
A participat, în calitate de membru al echipei de cercetare sau director de proiect, la peste 66 proiecte de cercetare finanțate de Academia Română, Ministerul Agriculturii, Ministerul Mediului, Banca Mondială.

## Publicații
Activitatea științifică și didactică a lui Mihai Ielenicz s-a materializate prin peste 200 de articole științifice publicate în țară și în străinătate, cursuri universitare, peste 25 de volume de specialitate, concepute ca singur autor și în colaborare, mai mult de 50 contracte de cercetare cu diverși beneficiari, hărți murale, la care se adaugă 21 lucrări de popularizare (cărți, articole, hărți). Printre ele se remarcă:
- Geografia fizică generală (compendiu), 1992-1993;
- Munții Baiului, 1985;
- Munții Buzău – Ciucaș, studiu de geomorfologie, 1984;
- Tușnad, 1989;
- Mijloace foto în geografie - curs, 1989;
- Geografie generală, 1999;
- Dealurile și podișurile României, 1999;
- România. Mică enciclopedie, 2000;
- Cetatea de piatră a Carpaților, 1969;
- Probleme de geomorfologia României, 1969;
- Geomorfologie, 1970;
- Județul Buzău, 1971;
- Relieful României, 1975;
- Munții Buzăului, 1977;
- Rezervații și monumente al naturii, 1987;
- Dicționar de geografie fizică, 1999, 2003;
- România – Geography and Tourism, 2001;
- Dicționar de termeni geografici, 2001;
- Europa – Enciclopedie geografică, 2002;
- România. Enciclopedie turistică, 2003;
- Subcarpații României, 2003;
- Geografia Fizică, 2005;
- Geografia României, vol. I, 1983;
- Geografia României, vol. III, 1987;

## Premii și distincții
Premiul „Gh. Murgoci” al Academiei Române;  Premiul „Grigore Cobălcescu” al Academiei Române; Medalia „G. Vâlsan” a Facultății de Geografie; Diploma „Salamina 2002” Grecia.  Membru onorific al Academiei Oamenilor de Știință din România.